# Maison, Place Publique de Castelnau-de-Montmiral
Cette maison, datée de 1630, est située à Castelnau-de-Montmiral, dans le Tarn, en région Occitanie.

## Description

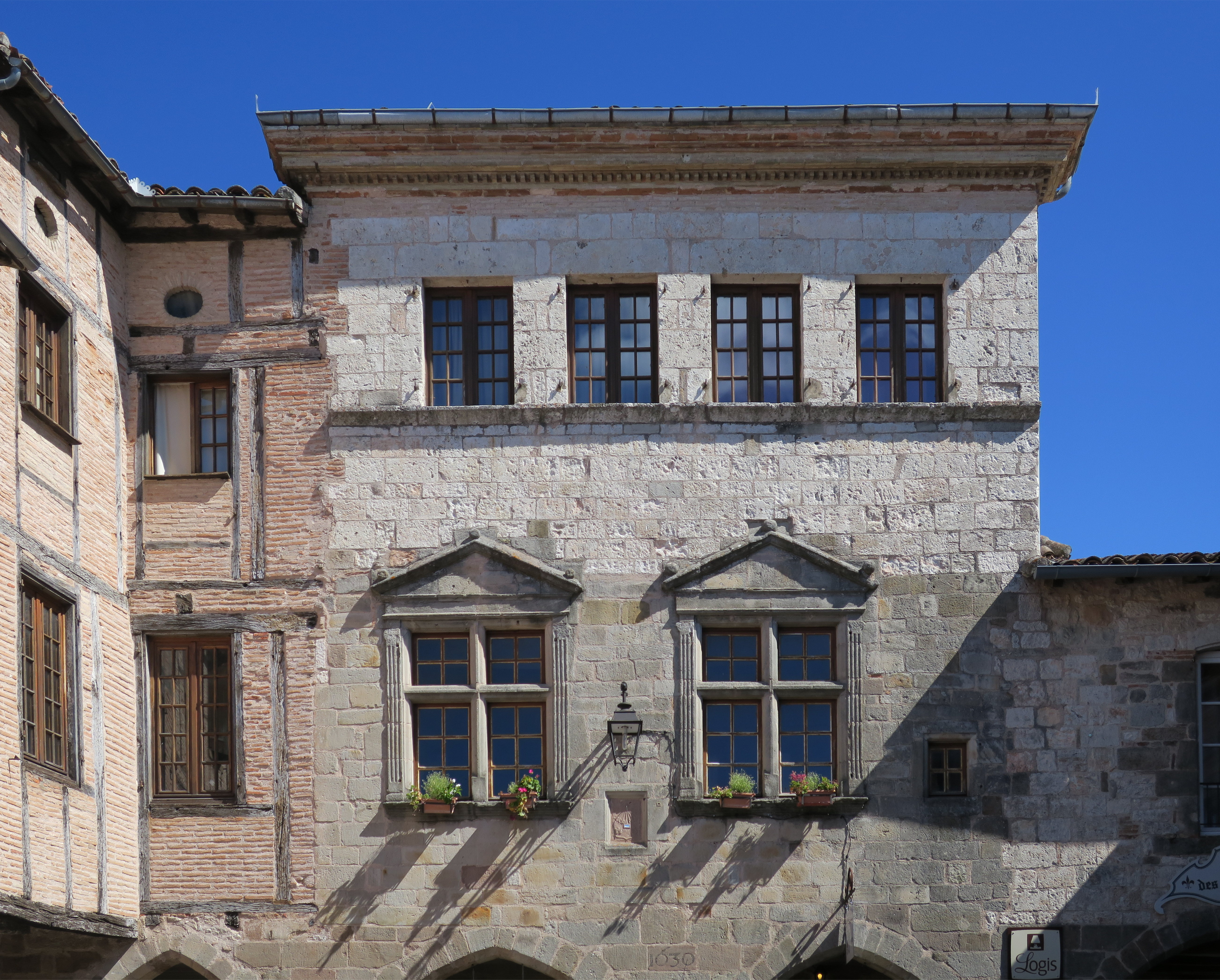
Premier et second étages de la maison

Construite en 1630, la maison se trouve sur la place Publique de Castelnau-de-Montmiral et est construite en pierre de taille. Le rez-de-chaussée est ouvert par des arcades en arcs brisés, alors que le premier étage possède deux fenêtres à meneaux à bords moulurés et surmontées de pignons triangulaire. L'étage supérieur est plus récent, sûrement rénové à une époque plus moderne. 
Ce bâtiment est partiellement inscrit (façade) au titre de monument historique par arrêté du 18 juillet 1927.